# Токари (Брестская область)
Токари (бел. Такары) — деревня в Каменецком районе Брестской области Беларуси. Входит в состав Огородникского сельсовета. Население — 68 человек (2019).

## География
Токари находятся в 7 км к западу от города Высокое. У западной окраины деревни проходит граница с Польшей, причём с польской стороны находится деревня Токары, часть некогда единой деревни, разделённой в 1946 году государственной границей. Токари — один из самых западных населённых пунктов Белоруссии, деревня включена в приграничную зону с особым порядком посещения. В Токарях заканчивается автодорога Р85 (Слоним — Высокое — Токари). Ранее на этой дороге существовал пограничный переход в Польшу, однако в настоящее время он закрыт. Местность принадлежит бассейну Вислы, через деревню течёт река Котерка, приток Пульвы.

## История
Согласно письменным источникам село Токари известно со второй половины XV века, когда великий князь литовский Казимир IV пожаловал имение братьям Олехновичам, которые позже начали использовать фамилию Токарские (Токаревские). После административно-территориальной реформы в Великом княжестве Литовском середины XVI века село принадлежало Берестейскому повету Берестейского воеводства Великого княжества Литовского. Православный приход в Токарях существовал уже в XVI веке, существует источник о даровании церкви панами Токарскими земельного надела в 1592 году. Позже приход был переведён в унию.
После третьего раздела Речи Посполитой (1795) Токари в составе Российской империи, принадлежали Брестскому уезду Гродненской губернии.
В 1816 г. в Токари построена новая униатская Михайловская церковь, после 1839 года передана православным.
В XIX веке имение было поделено между несколькими мелкопоместными дворянами. В 1881 году в деревне родился историк и общественно-политический деятель Всеволод Игнатовский. Согласно переписи 1897 года действовали православная церковь, народное училище, кузница, трактир. В 1890 году владельцами частей имения Токари были Павел Залесский, Теофилия Токаревская, Михаил Груевицкий, Казимир Янковский, Игнат Волковицкий и Иосиф Ленкевич. В 1905 года в народном училище было 80 учащихся.
Согласно Рижскому мирному договору (1921) деревня вошла в состав межвоенной Польши, где принадлежала Брестскому повету Полесского воеводства. В 1923 году здесь проживало 529 жителей. В 1935 году в деревне был построен католический храм Воздвижения Святого Креста (в настоящее время — в польских Токарах).
С 1939 года в составе БССР. В послевоенное время прямо посредине деревни была проведена новая граница СССР и Польши. До 1948 года жители имели право переехать в другую часть деревни, при этом католический храм остался на польской стороне, а православный — на белорусской. Кроме того, для создания пограничных укреплений дома белорусской части деревни были перемещены на 500 метров от границы. Несмотря на это, многие родственники оказались на долгое время разделены границей. В 90-е годы XX века в деревне существовал пограничный переход, которым пользовались жители разделённой деревни для визита к родственникам и знакомым, однако позже он был закрыт и теперь, чтобы попасть на другую половину деревни, нужно использовать пограничный переход «Песчатка» в 15 км к северу от деревни.

## Достопримечательности
- Михайловская церковь. Деревянная церковь построена в 1816 году как униатская, в 1839 году передана православным. Памятник деревянного народного зодчества[5]. Церковь включена в Государственный список историко-культурных ценностей Республики Беларусь[6] —  Историко-культурная ценность Республики Беларусь, шифр 112Г000372
- Памятный знак, посвящённый Всеволоду Игнатовскому.

## Галерея

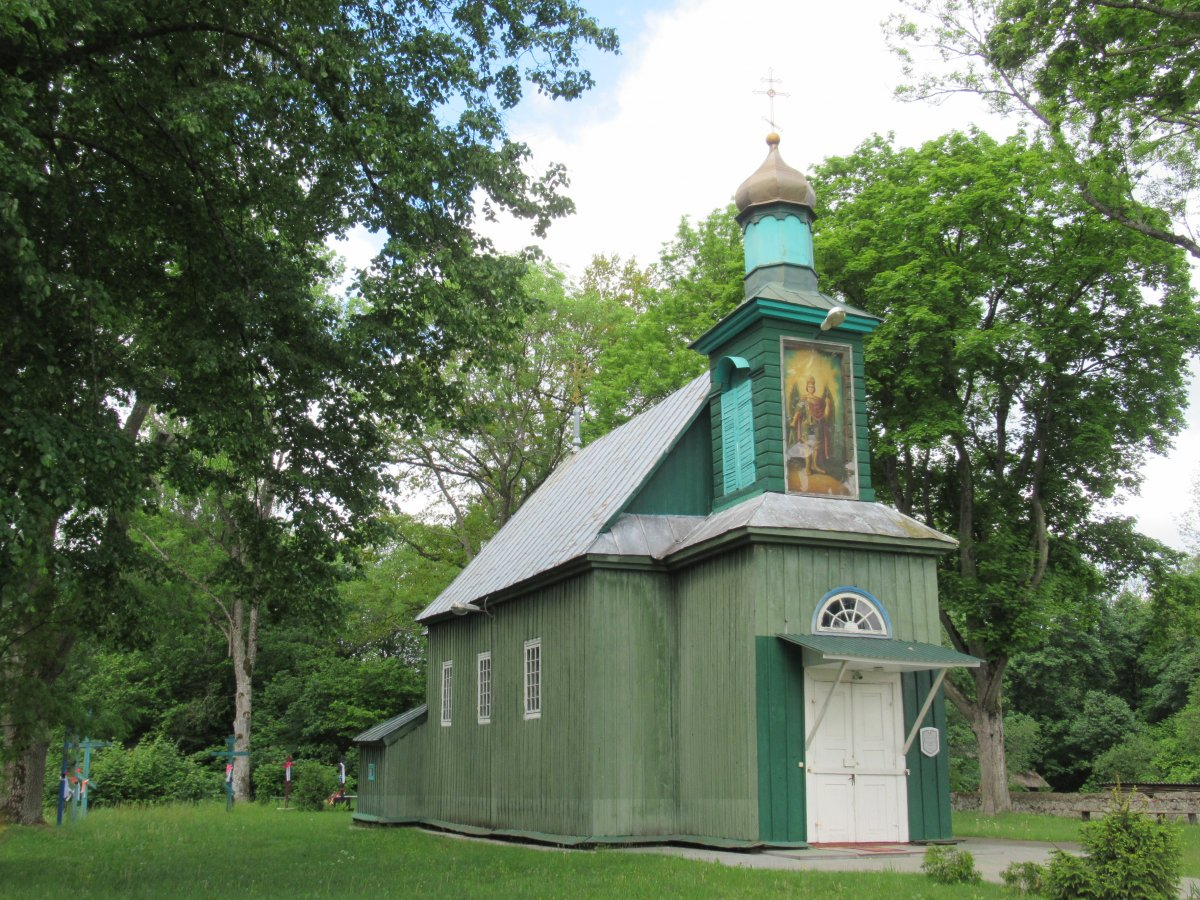
Свято-Михайловская церковь
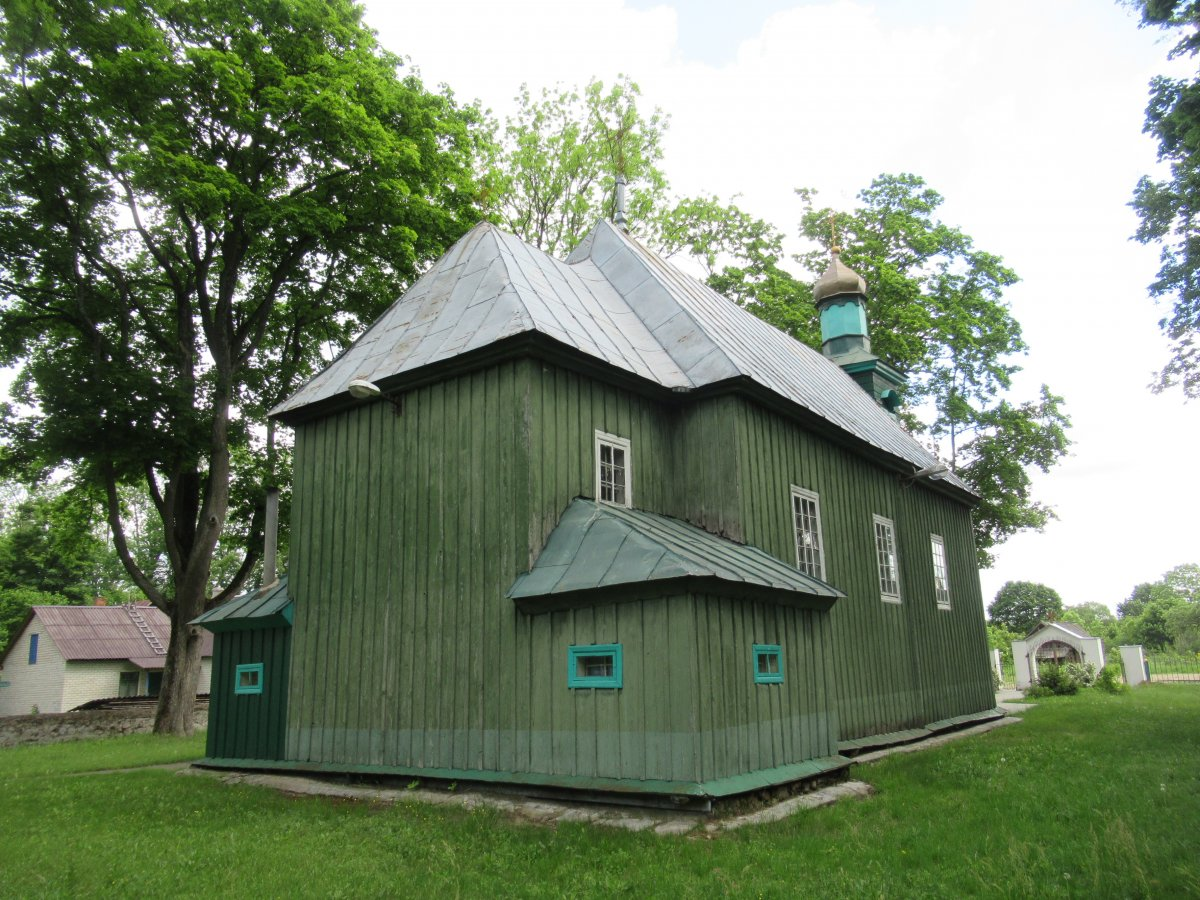
Вид с боку
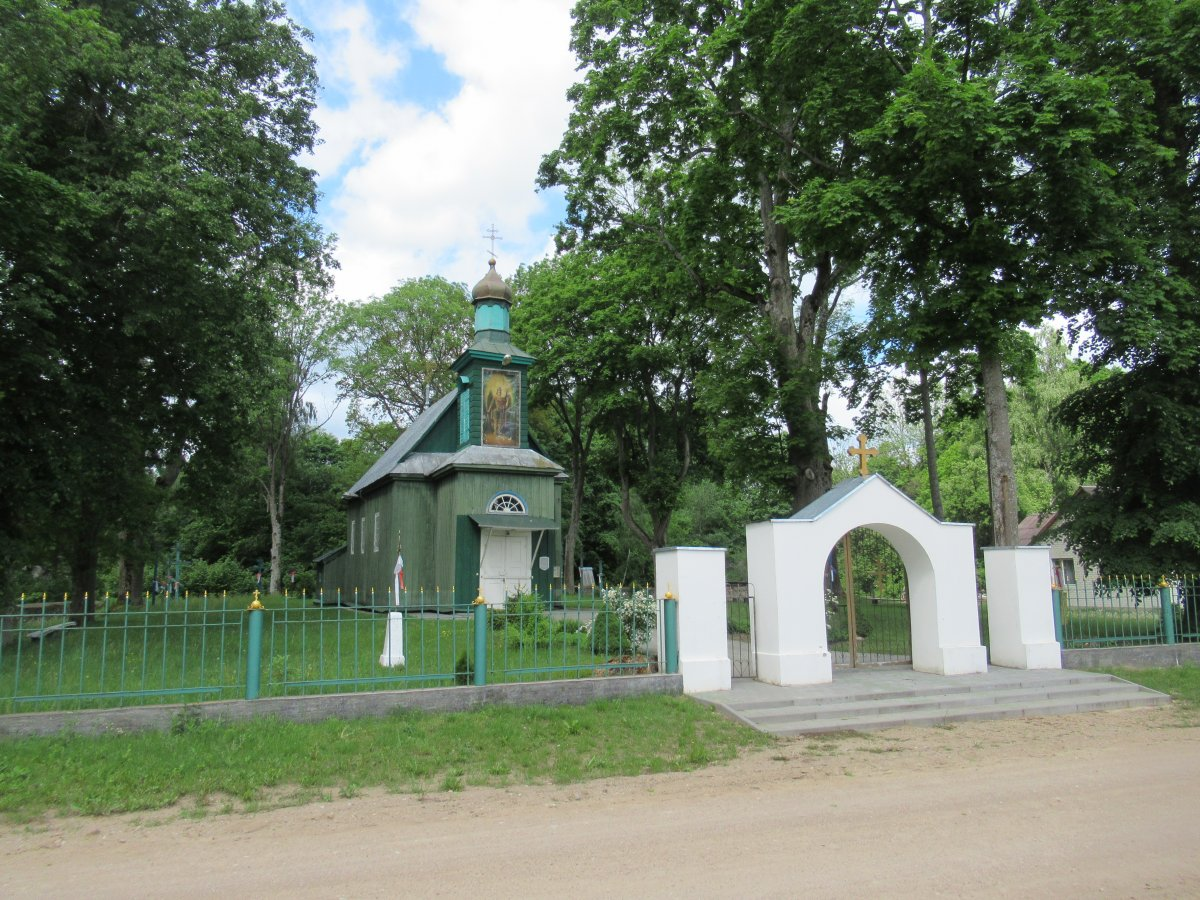
Брама
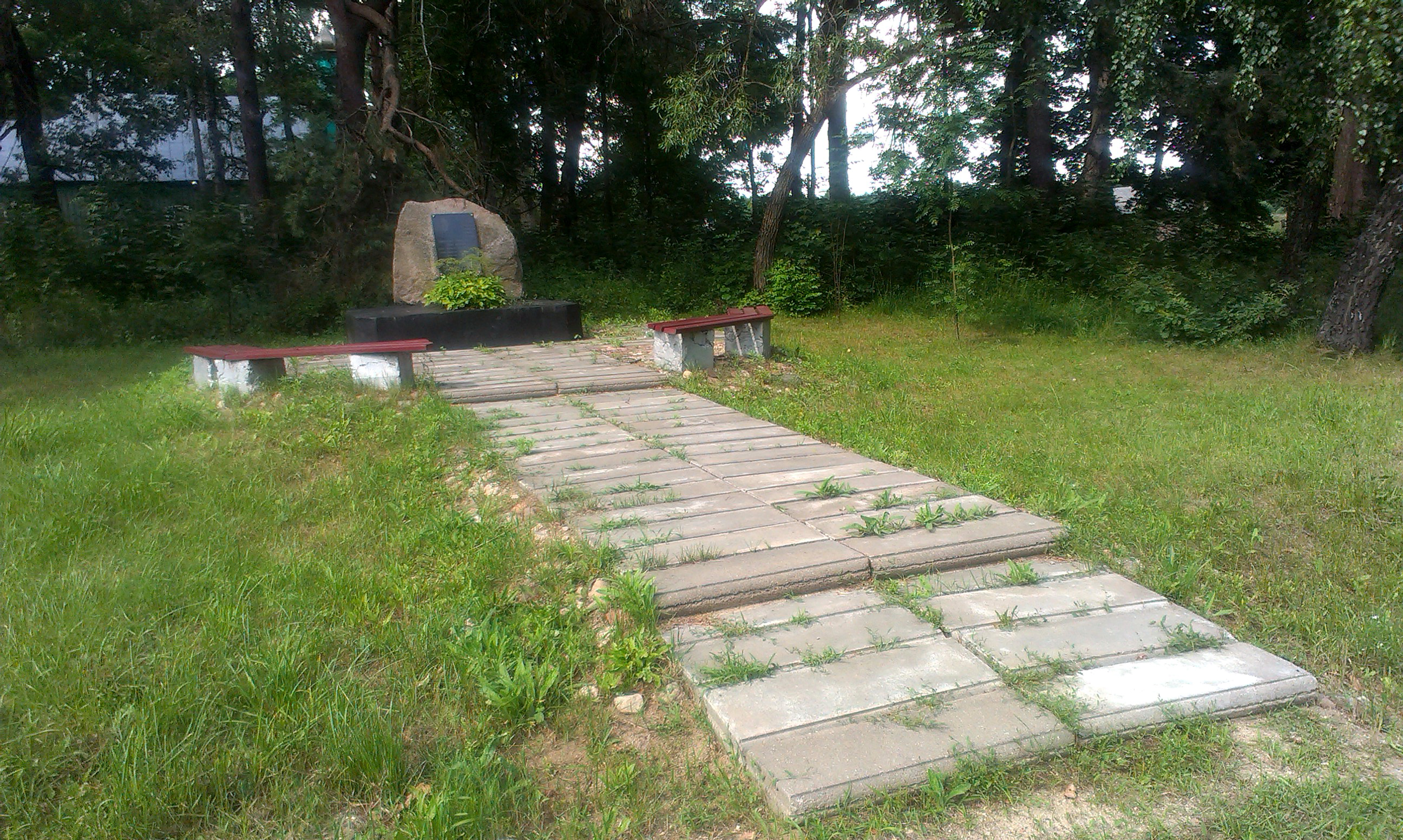
Памятный знак, посвящённый Всеволоду Игнатовскому